# Antioquía de los Tauro
Antioquía de los Tauro (en latín: Antiochia ad Taurum, en griego antiguo: Αντιόχεια του Ταύρου) fue una antigua ciudad fundada del periodo helenístico en los montes Tauro de Cilicia (que posteriormente fue una provincia de Comagene), en el sureste de Anatolia.
La mayoría de los historiadores la sitúan en la actual ciudad de Gaziantep o en sus proximidades, aunque antiguamente algunos investigadores la asociaron con la actual ciudad Siria de Alepo, situada a 120 km al sur de Gaziantep.
Antioquía de los Tauro acuñó moneda. Fue cristianizada muy pronto, formando una sede episcopal en Comagene.